# 浦賀城
浦賀城（うらがじょう）は、神奈川県横須賀市東浦賀にあった戦国時代末期の日本の城（山城）。
城跡は浦賀港の入り口である叶神社（東叶神社）境内の明神山にあり、浦賀水道から房総半島が一望できる。

## 概要
安房里見氏からの攻撃に備えて、北条氏康が三崎城の支城として築いた。
里見義弘との房相一和後に廃城となった説と豊臣秀吉の小田原征伐後に三崎城同様廃城となった説がある。